# 灰喉柳莺
灰喉柳莺（学名：Phylloscopus maculipennis）为柳莺科柳莺属的鸟类。该物种的模式产地在尼泊尔或锡金。

## 亚种
- 灰喉柳莺指名亚种（学名：Phylloscopus maculipennis maculipennis）。在中国大陆，分布于四川、云南、西藏等地。该物种的模式产地在尼泊尔orSikkim。[3]